# Davide Bandieri
Davide Bandieri, né en 1979 à Florence en Italie, est un clarinettiste italien.

## Biographie
Davide Bandieri naît en 1979 à Florence en Italie,,,,,,.
Il suit l'enseignement de Dario Goracci à l'lstituto Superiore di Studi Musicali Pietro Mascagni de Livourne et obtient son diplôme de clarinettiste en 1997,,,,,.
Davide Bandieri complète ensuite sa formation auprès de Fabrizio Meloni et de Karl-Heinz Steffens, puis auprès d'Alessandro Carbonare à l'Académie Mythos de la Fondation Arturo Toscanini,,,,,.
En 1998, il fonde le Duo Prevert avec le pianiste Luca Torrigiani, avec lequel il remporte de nombreux prix dans des concours nationaux et internationaux de musique de chambre,.
En 2002, il remporte le Premier Prix à la compétition triennale de musique de chambre de l'Académie « Incontri col Maestro » d'Imola,,,,,.
De 2004 à 2011, Davide Bandieri occupe le poste de petite clarinette solo et deuxième clarinette à l'Orchestre symphonique de Madrid,,,,. Depuis 2012, il est le premier clarinettiste de l'Orchestre de chambre de Lausanne et de l'Orchestre de la Camerata Strumentale de la ville de Prato en Toscane,,,,,.
Davide Bandieri collabore par ailleurs avec de nombreux orchestres, tels l'Orchestre du Festival de Lucerne, le Mahler Chamber Orchestra, l'Orchestre de l'Accademia Nazionale di Santa Cecilia de Rome, l'orchestre symphonique national de la RAI, l'Orchestre du Maggio Musicale Fiorentino, l'Orchestre de la Toscane et l'Orchestre del Teatro dell'Opera de Rome,,.
Dans le domaine de la musique contemporaine, Bandieri commande et joue en création mondiale des œuvres de compositeurs comme Antonio Anichini, Massimo Botter, Willy Merz, Eduardo Morales-Caso, Ailem Carvajal Gómez, Ileana Pérez Velázquez, Luigi Abbate et Gianluca Cascioli,,,.

## Discographie sélective
Davide Bandieri a publié des disques sur les labels Verso, Brilliant Classics, Claves Records et Da Vinci Classics,, :
- 2013 : Tentative wings 2006-2011 : Música del siglo XXI para clarinete piccolo, avec Yoshiko Ueda (violon), Duncan Gifford (piano), Marcello Bonanno (piano) et Gianluca Cascioli (piano) (Verso)
- 2014 : Il clarinetto piccolo all'opera : Música italiana del s. XIX para clarinete piccolo y piano, avec Duncan Gifford (piano) et Javier Balguer Doménech (clarinette en si♭) (Verso)
- 2015 : Complete Music For Clarinet, œuvres de Ferruccio et Ferdinando Busoni, avec Alessandra Gentile (piano),  le Quartetto Di Roma et la Camerata Strumentale Città Di Prato, dir. Jonathan Webb (Brilliant Classics)
- 2017 : Complete Chamber Music for Clarinet, œuvres de Paul Hindemith, avec Matteo Fossi (piano), Vittorio Ceccanti et Joel Marosi (violoncelle), Duccio Ceccanti et Alexander Grytsayenko (violon), Marc-Antoine Bonanomi (contrebasse), (violon) et le Quartetto Savinio (Brilliant Classics)
- 2018 : Clarinet Trios, œuvres de Carl Frühling et Alexander von Zemlinsky, avec Joël Marosi (violoncelle) et Marja-Liisa Marosi (piano) (Brilliant Classics)
- 2019 : L' Esprit des Six, œuvres de Francis Poulenc, Darius Milhaud, Georges Auric, Germaine Tailleferre et Arthur Honegger, avec Guillaume Hersperger (piano) (Claves Records)
- 2020 : Gli amori di Teolinda de Giacomo Meyerbeer, avec Lenneke Ruiten (soprano) et l'Orchestre de chambre de Lausanne, dir. Diego Fasolis
- 2021 : Around Paris, œuvres de Darius Milhaud, Claude Debussy, Igor Stravinsky et Béla Bartók, avec Gyula Stuller (violon) et Gerardo Vila (piano) (Brilliant Classics)
- Aurore: 19th and 20th Century French Music for Flute, Bassoon and Harp, avec l'Ensemble Phainé (Da Vinci Classics)
- Complete Chamber Music for Clarinet de Carl Maria von Weber, avec Matteo Fossi (piano) et le Quartetto Savinio (Brilliant Classics)